# خلف خلاف (مسلسل)
خلف خلاف؛ هو مسلسل سعودي من إنتاج قناة السعودية عرض في عام 2001 وهو من إخراج محمد عايش ورفيق حجار.

## طاقم العمل
- راشد الشمراني،
- عبد الله العامر،
- حسن عسيري،
- فاطمة الحوسني،
- فرح علي،
- إبراهيم السويلم،
- عمر الديني،
- فهد عزولي،
- محمد الحجي،
- محمد الزهراني،
- فوزان الحسن،
- شيرين خطاب،
- وديان جميل،
- رزان عوض،
- قمر وحيد،
- إبتسام،
- عبد الرحمن الرفاعي،
- بسمة، هيند،
- حسن التواتي،
- محمد التونسي،
- نايف كابلي،
- علي أبو ذياب،
- أميرة،
- إيمان،
- عصام أبو غالب،
- عبد العزيز الشمري،
- أحمد ياسين،
- نزار،
- فواز عباس.